# 이클립스 (보드 게임)
이클립스(Eclipse): 은하계의 새로운 새벽(일반적으로 이클립스라고 함)은 라우타펠릿(Lautapelit.fi.)사가 제작한 전략 보드 게임이다. 토우코 타코칼리오(Touko Tahkokallio)가 디자인했으며 2011년에 처음 출시됐다. 이 게임은 2개의 확장팩 -  2012년에 출시된 '고대의 대두(Rise of the Ancients)'와  2013년에 출시된 '선박 팩 하나(Ship Pack One)' - 및  4개의 소형 확장팩이 있다.

## 게임 배경
무자비한 전쟁이 끝난 후, 은하계를 보존하려는 주요 우주여행 종족의 노력으로 평화를 유지하고 있다. 그 목적으로 은하협회가 구성됐으나, 긴장이 다시 고조되어 새로운 충돌이 불가피할 것으로 보인다. 어떤 파벌이 승리해 우주를 이끌것인가?

## 게임 플레이
이클립스는 자신의 문명을 주도해서 다른 종족들을 이겨야 하는 4X(비디오 및 보드 게임의 장르) 전략 게임이다.  플레이어들은 인류 또는 외계 문명 중 하나를 선택해 플레이한다. 플레이어는 각 단계마다 건축하기, 탐험하기, 영향력 발휘하기, 이동하기, 조사하기, 업그레이드 하기 중 1가지를 행동에 옮긴다. 예를 들면, '탐험하기'는 탐험하는 선수가 선택한 방향으로 새로운 타일 한 개를 연다. 각 행동에는 자원(자본, 광물, 과학)을 사용하며, 자원 관리는 게임을 플레이하는 핵심 부분이다.
핵스 타일에 있는 3개의 고리를 연결해 은하를 배치하며, '탐사' 동안에 대부분의 은하를 배치한다. 게임을 시작할 때,  중심 은하 타일 및 플레이어들의 각각의 고향 은하들만 배치한다.  탐험 때, 플레이어는 자신이 점유한 은하에서 접근이 가능하면서 타일이 없는 공간을 선택한 다음에, 앞면이 아래로 향한 타일들 더미에서 새로운 육각 타일을 뽑아 선택한 곳에 배치한다. 플레이어는 기존 타일에 대한 링크를 만들지 다른 플레이어들의 접근을 차단할지를 전략적으로 선택한다.

## 명예 및 수상
이클립스는 아래와 같이 우수상 및 표창을 받았다.
- Charles S. Roberts Best Science-Fiction or Fantasy Board Wargame Nominee (2011)
- Jogo do Ano Nominee (2011)
- Golden Geek Best Board Game Artwork/Presentation Nominee (2012)
- Golden Geek Best Innovative Board Game Nominee (2012)
- Golden Geek Best Strategy Board Game Nominee (2012)
- Golden Geek Best Thematic Board Game Nominee (2012)
- Golden Geek Best Wargame Nominee (2012)
- Golden Geek Board Game of the Year Winner (2012)
- Golden Geek Golden Geek Best Strategy Board Game Winner (2012)
- International Gamers Award - General Strategy: Multi-player Nominee
- JoTa Best Gamer Game Audience Award (2012)
- JoTa Best Gamer Game Nominee (2012)
- JUG Game of the Year Winner (2012)
- Ludoteca Ideale Winner (2012)
- Lys Passioné Finalist (2012)
- Lys Passioné Winner (2012)
- Tric Trac Nominee (2012)

## iOS 버전
iOS 버전 게임이 2013년에 출시되었다.